# Duplicity (album de Lee Konitz et Martial Solal)
Albums par Lee Konitz
Lee Konitz Nonet (en)
(1977) Tenorlee (en)
(1978)
Albums par Martial Solal
Movability
(1976) Suite for Trio
(1978)
Duplicity est un album de jazz en duo du saxophoniste américain Lee Konitz et du pianiste français Martial Solal sorti en 1978 chez Horo Records.

## À propos de la musique
Martial Solal explique les rapports dans le duo : « Lee Konitz et moi-même [avons] des univers différents, mais je les estime complémentaires. […] Il a don mélodique extraordinaire. Moi, de mon côté, je le soutiens par une espèce de background fait d'excitation, de stimulation, qui peut le faire sortir justement de ses gonds. Et lui a tendance a retenir mes excès ».
L'album présente plusieurs démarquages :
- Roman Walkings est basé sur All the Things You Are ;
- Esselle, joué par Lee Konitz en solo[1], sur Sweet and Lovely ;
- Words Have Changed sur Three Little Words ;
- November Talk sur Indian Summer ;
- Rhythm Sweet sur I Got Rhythm[3].

## Pistes
| No | Titre              | Musique                   | Durée |
| -- | ------------------ | ------------------------- | ----- |
| 1. | Duplicity          | Lee Konitz, Martial Solal | 6:58  |
| 2. | Roman Walkings     | Martial Solal             | 5:28  |
| 3. | Esselle            | Lee Konitz                | 4:25  |
| 4. | Words Have Changed | Lee Konitz, Martial Solal | 18:55 |
| 5. | November Talk      | Lee Konitz, Martial Solal | 6:35  |
| 6. | Blues Sketch       | Lee Konitz, Martial Solal | 11:20 |
| 7. | Rhythm Sweet       | Lee Konitz, Martial Solal | 19:06 |

## Musiciens
- Lee Konitz : saxophone alto
- Martial Solal : piano